# Dismorphiinae
Dismorphiinae (or mimic sulphurs) là một phân họ bướm ngày của họ Pieridae. Phân họ này bao gồm khoảng 100 loài được xếp vào 7 chi, phân bố chủ yếu ở trung và nam Mỹ, chỉ có một loài duy nhất được tìm thấy ở Bắc Mỹ và một chi, Leptidea, ở vùng Palearctic.

## Các chi
- Dismorphia Hübner, 1816
- Enantia Hübner, [1819]
- Lieinix Gray, 1832
- Leptidea Billberg, 1820
- Moschoneura Butler, 1870
- Patia Klots, 1933
- Pseudopieris Godman & Salvin, [1890]

## Hình ảnh

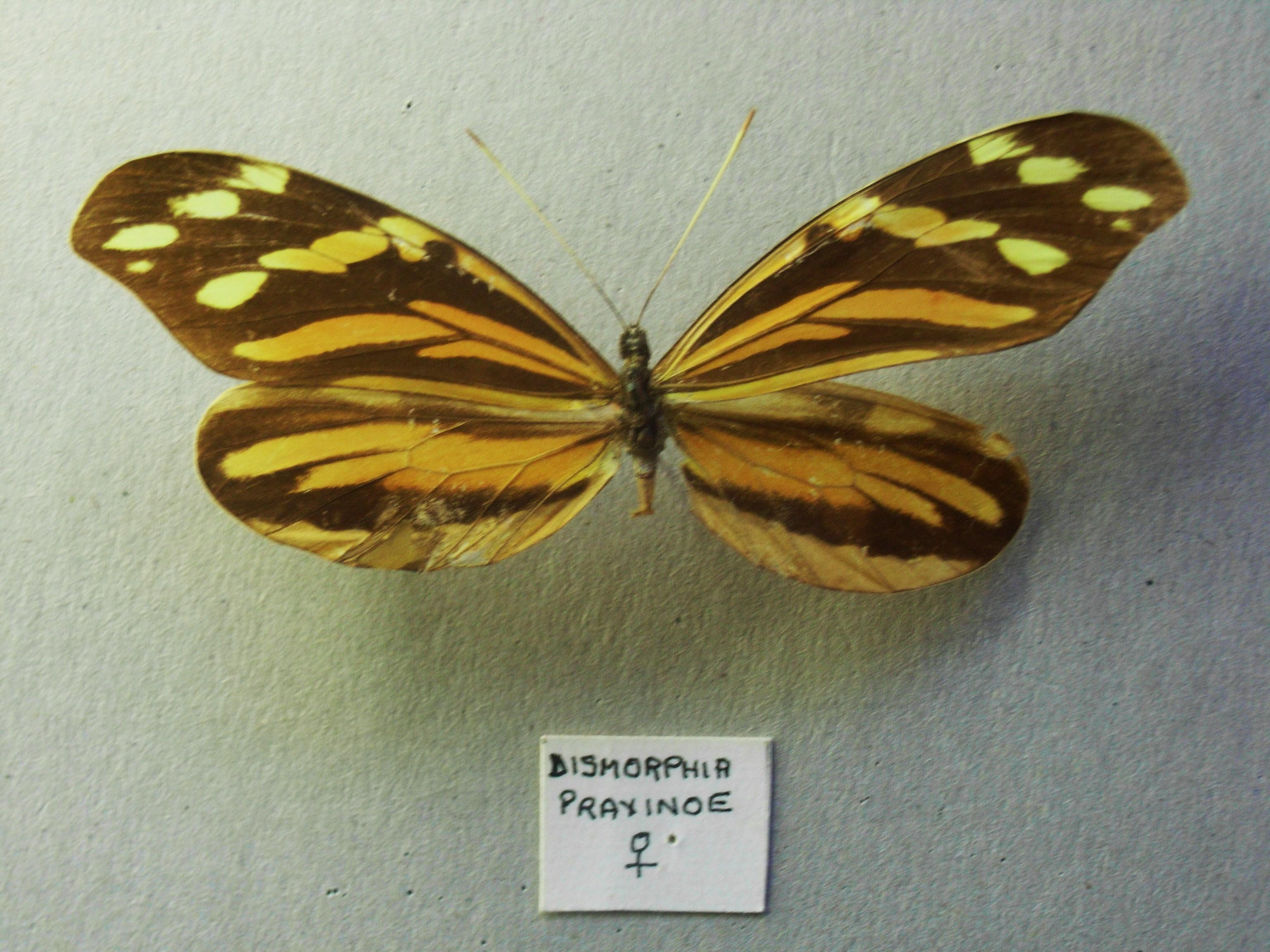
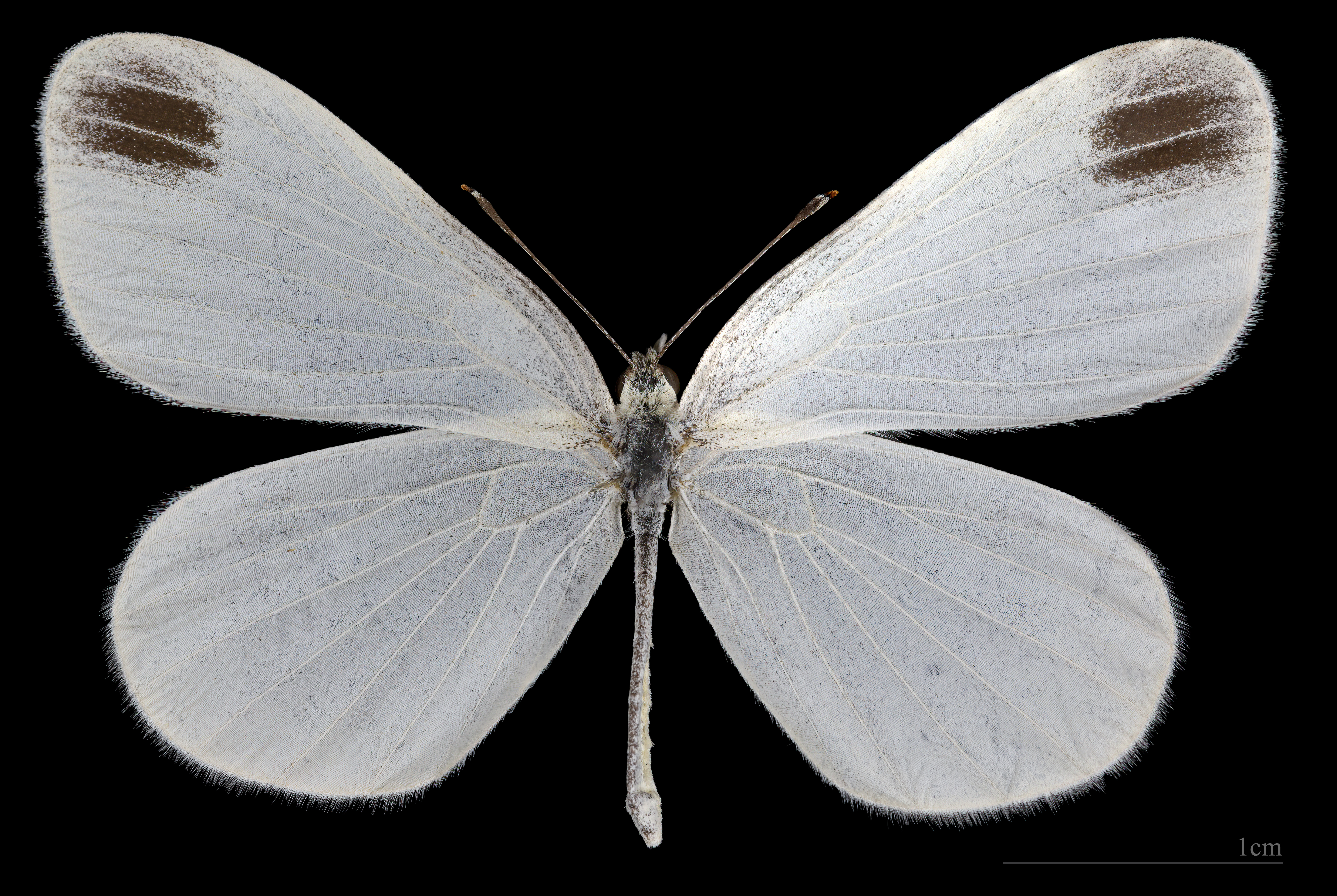
Leptidea sinapis
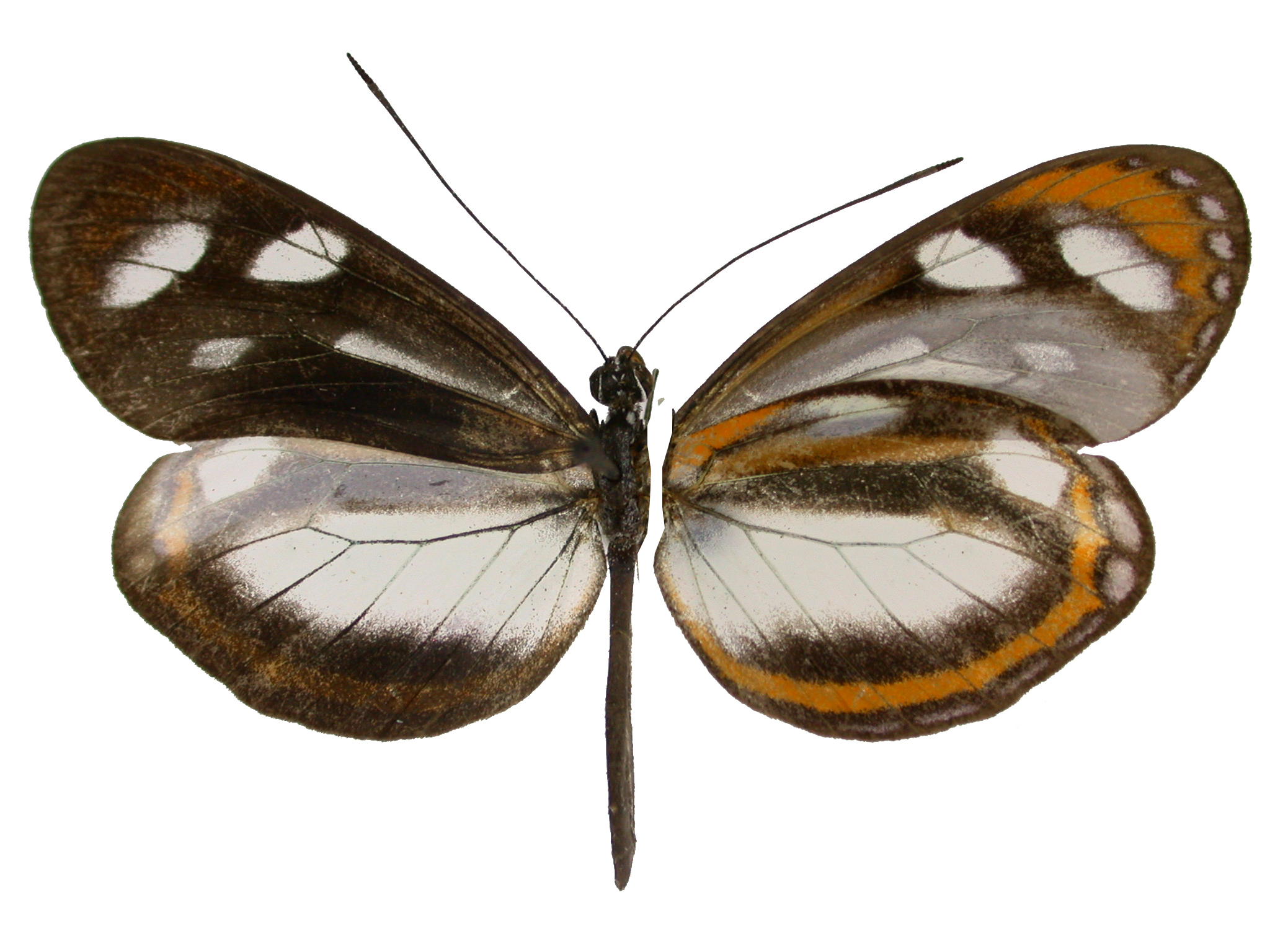
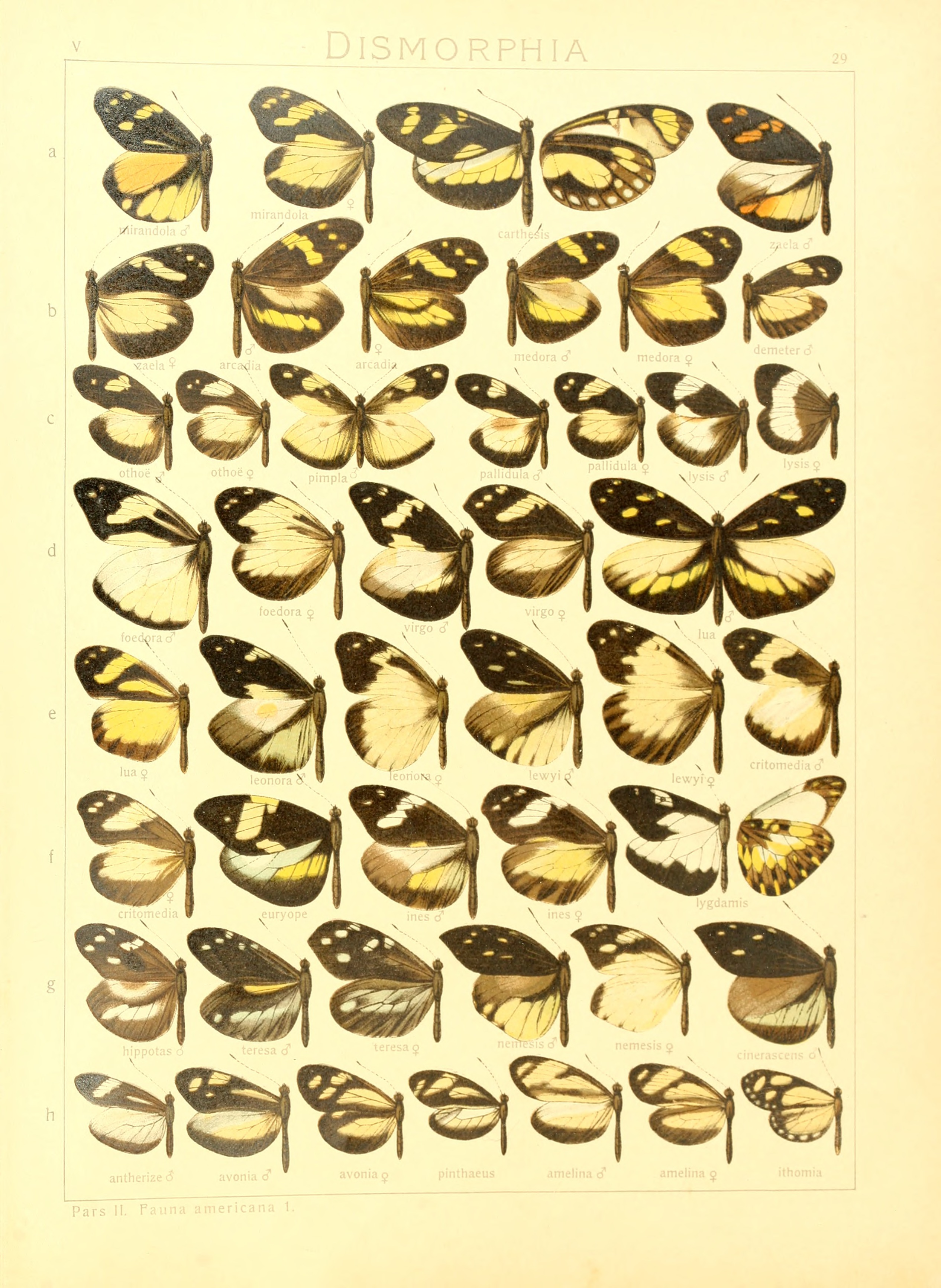
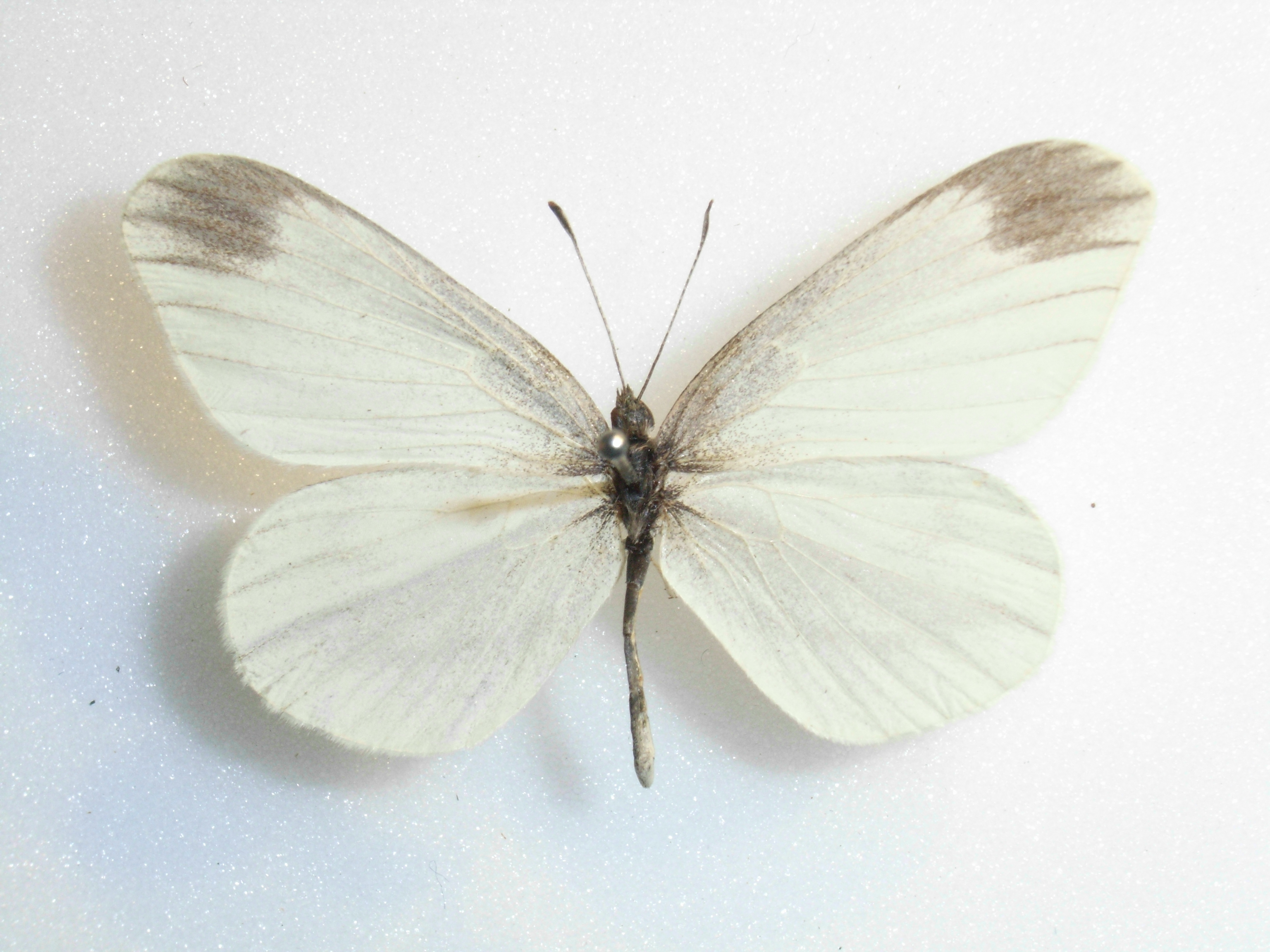